# Inkaspidsmus
Denne side handler om familien Inkaspidsmus. For ordenen, se Inkaspidsmus (orden).
Inkaspidsmus (Caenolestidae) er en familie i infraklassen pungdyr. I familien findes de eneste levende arter af ordenen inkaspidsmus (Paucituberculata). Der kendes syv nulevende arter af inkaspidsmus, opdelt i tre slægter.
Inkaspidsmus lever i det nordlige og vestlige Sydamerika. De forekommer fra Venezuela over Colombia, Ecuador og Peru til det sydlige Chile (øen Chiloé og det nærliggende fastland).
Inkaspidsmus forekommer enten i våde og kølige områder med tæt skov eller i Andesbjergene mellem 2.000 og 4.000 meter over havet.
Inkaspidsmus ligner spidsmus, men klassificeres som pungdyr, selvom hunnerne mangler en pung. Fordi der ikke findes spidsmus i Sydamerika (med undtagelse af mindre områder i kontinentets nordlige del), var det muligt for inkaspidsmusene at optage deres økologiske niche. Inkaspidsmus har et langstrakt hoved, en kropslængde mellem 9 og 13 centimeter og en næsten lige så lang hale. Vægten varierer mellem 14 og 41 gram. Pelsen er blød og bred og har oftest en brun, grå eller sort farve. To fortænder fra underkæben er forstørrede og ofte synlige udenfor munden.
Inkaspidsmus er aktive om natten og lever af insekter og orme.